# Cour d'amour
Les cours d’amour sont des jeux courtois médiévaux au cours desquels, dans une organisation calquée sur l’institution judiciaire, les questions de droit et d'amour étaient discutées.

## Existence de Cours d'amour

### Origines
Les Cours d’amour doivent être rattachées à la tradition de l'amour courtois, florissante en territoire occitan puis, peu à peu en France (Provence, Poitou, Champagne, Auvergne …) à partir du XIIe siècle grâce à  l'influence de célèbres protectrices comme Aliénor d'Aquitaine (1124 - 1204) et la comtesse de Champagne Marie (1145- 1198).
Celle-ci participa à la cour lettrée d’Aliénor d'Aquitaine à Poitiers (1170-1173) et tint elle-même, dès l'année suivante, une cour brillante et protégea ou encouragea plusieurs écrivains, dont Chrétien de Troyes, Gace Brulé, Gautier d'Arras, Guyot de Provins, Huon d'Oisy, Geoffroi de Villehardouin.
Dans leur entourage, sont également connues pour avoir participé à ces cours, Isabelle, comtesse de Flandre, et Ermengarde, vicomtesse de Narbonne.

### Cours attestées

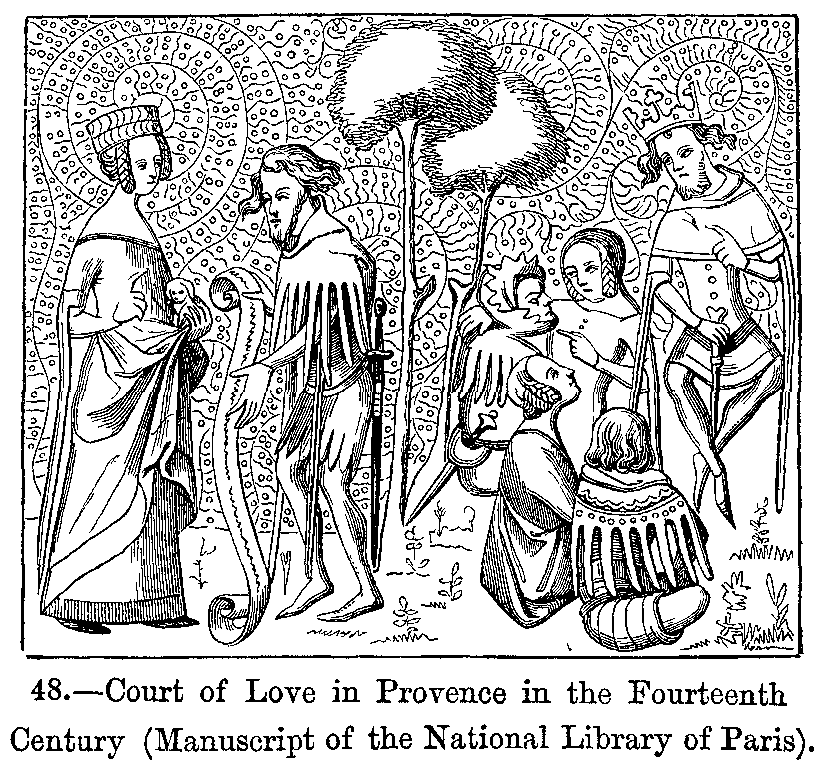
Cour d'amour en Provence, Manuscrit du XIV, Bibliothèque nationale de Paris

À Courthézon, au XIIe siècle, le château appartient au troubadour Raimbaut d'Orange et il s’y tient des Cours d'amour.
Stendhal (p. 299, op. cité): « Il se tenait (en Provence) cour d'amour ouverte et plainière à Signe et Pierrefeu, ou à Romanin, ou à autres, et là-dessus, en faisaient arrêts qu'on nommait « Lous Arrests d'Amoras. »
Voici les noms de quelques-unes des dames qui présidaient aux cours d'amour de Pierrefeu, de Romanin et de Signe :
« Stephanette, dame de Bruis, fille du comte de Provence »
;
« Adalarie, vicomtesse d'Avignon »
;
« Alalète, dame d'Ongle »
;
« Hermissende, dame de Posquières »
;
« Bertrane, dame d'Urgon »
;
« Mabille, dame d'Yères (Hyères) »
;
« La comtesse de Dye (Dié) »
;
« Rostangue, dame de Pierrefeu »
;
« Bertrane, dame de Signe »
;
« Jausserande de Claustral ». 
Il est vraisemblable que la même cour d'amour s'assemblait tantôt dans le château de Pierrefeu, tantôt dans celui de Signe. Ces deux villages sont très-voisins l'un de l'autre, et situés à peu près à égale distance de Toulon et de Brignoles.
Dans la Vie de Bertrand d’Alamanon, Jean de Nostradamus dit : Ce troubadour fut amoureux de Phanette ou Stephanette de Romanin, dame dudit lieu, de la maison de Gantelmes, qui tenait de son temps, cour d'amour ouverte et plainière en son château de Romanin, près la ville de Saint-Rémy, en Provence, tante de Laurette d'Avignon, de la maison de Sado, tant célébrée par le poète Pétrarque.
Les noms des nobles dames sont orthographiées différemment, la liste varie, selon les sources.
- Estéphanette de Gantelme, tante de la Laure de Pétrarque Et toutes étaient de par ici Clarette des Baux, Hugonne de Sabran, Alette de Méolhan, Elyse, dame de Meyrargues, Ursine des Ursières, dame de Montpellier, Isabelle de Barrilhons, dame d'Aix, Laurette de Saint-Laurent, damoiselle Cécile Rascasse, les marquises de Saluces et Malespine, Huguette des Baux encore, dite la Baulzette, femme de Blacas, seigneur d'Aulps en Provence. Toutes traces visibles sont évanouies de ce beau monde qui ne devait pas s'ennuyer[1].
- Fanette de Baux, femme de Bérenger Pontevis, Seigneur de Lambesc fut une dame célèbre par son esprit. Hugues de Saint-Césaire, cité par Jean de Nostredame dans les Vies des Poètes Provençaux, dit qu'on voyoit son éloge dans le livre de B de Fârefols, célèbre Poëte Provençal de la Cour de la reine Jeanne (Reine de Naples & Comtesse de Provence), cité à la suite de quelques hommes illustres, & de cinq dames, qui font notre Fanette de Baux, Jeanne de Quiqueran, femme d'un Seigneur de Baux, Laurette ou Laure de Sade, immortalisée par Pétrarque, Blanche de Flassan, dite Blanchefleur, & Béatrix de Rambaut[2].

### Époque tardive
En 1401, une « Cour amoureuse » fut fondée à la cour du roi Charles VI, à Paris, à l’initiative des ducs Louis de Bourbon et Philippe de Bourgogne.
Martial d'Auvergne, dans ses Arrests d'Amour composés  au XVe siècle sous le règne de Charles VII, relate encore les débats de ces cours d'amour qui font l'objet d'une reviviscence au XVIIe siècle.
Dans les années 1670-1690, Pierre Gallaup de Chasteuil (de) élabore avec son frère Hubert un ensemble de réflexions sur les cours d'amour médiévales qui, selon eux, seraient le modèle et l'origine des Parlements d'ancien régime. Ainsi, dans son Discours sur les arcs triomphaux (1701), Pierre Gallaup prétend démontrer que les cours d'amour médiévales seraient peu à peu devenues des lieux de débat juridique à l'origine des Parlements d'Ancien Régime, à commencer par le Parlement de Provence.
L’existence de certaines de ces cours poétiques est remise en cause aujourd’hui.

## Fonctionnement des Cours d'amour
Celui-ci est très lié à la présence des troubadours tel Arnaut-Guilhem de Marsan, coseigneur de Marsan (Landes), Arnaut-Guilhem de Marsan était l'auteur d'un ouvrage, en langue d'oc célèbre (au Moyen Âge) Ensenhamen de l'escuder, un guide qui expliquait comment se comporter en bon chevalier. Il est très lié à Aliénor d'Aquitaine qui était sans doute son mécène.

### Les jugements
De composition variable – grandes dames (en majorité), troubadours (quelques-uns), chevaliers (très peu) -– ces tribunaux devaient rendre un jugement ès matières amoureuses :
- soit sur un point de droit : « L’amour est-il possible entre époux ? »
- soit sur des querelles entre amante et amant.

Le seul code en vigueur y était celui de l’amour courtois. Avec une seule question: « La Dame ou le Chevalier se sont-ils conduits conformément à ce Code ? ».
Ainsi, Andreas Capellanus, dans son Livre de l’art de l'amour - De amore en donne un détail dans un très long chapitre « Divers jugements sur l’amour ».
Le plus célèbre reste le verdict dit de 1174, prononcé à Troyes par Marie de France et qui juge impossible l'amour entre personnes mariées : 
« Notre jugement, publié après maints conseils et soutenu par l'avis de moult autres dames, doit être accepté par vous comme indubitable et constamment vrai.
Décrété en l'an 1174, le premier mai, en l'indiction septième. » 
(Marie, comtesse de Champagne) 
Andreas Capellanus fut chapelain à la cour de Champagne de 1181 à 1187, Marie étant comtesse de Champagne.

## Sources
- Discours sur les arcs triomphaux dressés en la ville d’Aix à l’heureuse arrivée de monseigneur le duc de Bourgogne et de monseigneur le duc de Berry. Pierre Gallaup de Chasteuil (Aix, Adibert, 1701).
- Des troubadours et des cours d'amour. François Juste Marie Raynouard (1817, 124 p.).
- Essai sur les cours d'amour. Friedrich Diez (1842, 130 p.).
- Les mystères de la chevalerie et de l'amour platonique au moyen âge. Eugène Aroux (1858, 196 p.).
- De l'amour, Stendhal ou Henri Beyle (Michel Lévy frères, Paris, 1859, 368 p.).

- Les Cours d'amour : La vie au temps des cours d'amour : croyances, usages et mœurs intimes des .... Antony Méray (1876, 380 p.).

- Troubadours et cours d'amour. Jacques Lafitte-Houssat (1979, 124 p.).
- "Les cours d'amour: les comtesses et châtelaines de Provence". Jean Baptiste (Paris, Amyot, 1863). Original provenant de Université de Gand. Numérisé 26 juin 2009. 204 pages .
- Une réception du Moyen âge au XVIIe siècle. Lectures et usages des textes médiévaux par les Gallaup de Chasteuil (1575–1719). Sébastien Douchet (Paris, Honoré Champion, 2022, 754 p.).